# مكتبات الشطرنج
مكتبات الشطرنج هي مجموعة مكتبات متخصصة تضم العديد من الكتب والدوريات التي تتعلق بلعبة الشطرنج. ، قدر مؤرخ الشطرنج البارز هـ. ج. ر. موراي في عام 1913 العدد الإجمالي للكتب والمجلات وأعمدة الصحف التي تتعلّق بلعبة الشطرنج بحوالي 5000 كتاباً ومجلةً وعموداً صحفيّاً في ذلك الوقت، وفي عام 1949 قدر ب. هـ. وود عددها بحوالي عشرين ألف كتاباً ومجلةً وعموداً صحفيّاً.
كتب ديفيد هوبر وكينيث ولولد أنّ أعداد الكتب والدوريات التي تتعلق بالشطرنج أخذت تتزايد منذ ذلك الوقت زيادة مطّردة سنة بعد أخرى، وبسبب كثر عدد المنشورات الجديدة التي تتعلق بالشطرنج، لم يعد هناك أحد قادر على معرفة عدد المنشورات المطبوعة بالضبط في هذا المجال.

## أنواع مكتبات الشطرنج

### المكتبات العامة
تُعدّ هذه المجموعات الثلاث هي أهم ثلاث مكتبات شطرنج عامة في العالم، وهي:

#### مكتبة جون ج. وايت
تُعتبر مكتبة جون ج. وايت للشطرنج ولعبة الداما، والموجودة في مكتبة كليفلاند العامة بالولايات المتحدة الأمريكية أكبر مكتبة شطرنج في العالم، حيث يزيد عدد محتوياتها عن 32 ألف كتاباً في الشطرنج وستة آلاف  تأسست مكتبة جون ج. وايت حين تبرّع المحامي الأمريكي ومحب لعبة الشطرنج جون جريسوولد وايت قبل وفاته بربع مليون دولاراً أمريكيّاً، وأحد عشر كتاباً في الشطرنج من مكتبته الخاصة.

#### مكتبة فان دير ليندي نيمايجريانا
تُعدّ مكتبة مكتبة فان دير ليندي نيمايجريانا للشطرنج التابعة لمكتبة هولندا الوطنية ثاني أكبر مكتبة شطرنج عامة في العالم. أنشئت مكتبة فان دير ليندي نيمايجريانا بفضل تبرعات أنتونيوس فان دير ليندي، وميندر نيميجر، وج. ل. جورتمانز بمحتويات مكتباتهم الخاصة. تتضمّن المكتبة حالياً ما يزيد عن 30000 كتاباً في الشطرنج.

#### مكتبة م. ف. أندرسون
تُعتبر مكتبة م. ف. أندرسون الموجودة في مكتبة ولاية فيكتوريا في مدينة ملبورن بأستراليا أكبر مكتبة شطرنج عامة في نصف الكرة الجنوبي، وتحوي ما يزيد عن 12000 كتاباً في الشطرنج إلى جانب العديد من المجلات والدوريات والنشرات الإخبارية، ويُضاف إليها كتباً وأعداد مجلات ودوريات إضافية في كل عام. تأسست مكتبة م. ف. أندرسون في الفترة ما بين عامي 1959 و1966 حين تبرّع م. ف. أندرسون لمكتبة ولاية فكتوريا بمكتبته الشخصية والتي ضمت 6700 مجلداً.

### مكتبة لوثر شميد الخاصة
يمتلك لاعب الشطرنج الألماني لوثر شميد، والذي يحمل لقب أستاذ كبير في اللعبة، أكبر مكتبة خاصة من كتب الشطرنج والقطع التذكارية في العالم في مدينة بامبرغ بولاية بافاريا. حتى أن هوبر وويلد قد ذكر في عام 1992 أن مكتبة شطرنج شميد الخاصة تُعدّ هي الأكبر والأفضل من بين مكتبات الشطرنج الخاصة حيث تضم ما يزيد عن 15000 عنصراً. وفي عام 2008، صرحت لاعبة الشطرنج الدولية سوزان بولغار أن شميد لديه ما يزيد عن 20000 كتاباً في الشطرنج. كما ذكر ديرك جان تن غويتزندام أن شميد يفتخر بجمعه 50000 كتاباً في الشطرنج.

#### مكتبة ديفيد ديلوشيا الخاصة
تضم مكتبة ديفيد ديلوشيا للشطرنج عدداً يتراوح ما بين 7000 و8000 من كتب الشطرنج إلى جانب عدد مماثل من الرسائل، وأوراق التسجيل، والمخطوطات، وحوالي 1000 قطعة تذكارية. تضم مكتبة ديلوشيا عدداً من القطع والوثائق التذكارية نادرة مثل مخطوطة لوسينا التي تعود إلى القرن الخامس عشر، وأوراق تسجيل لمباريات تاريخية بدءاً من مباراة للقرن بين فيشر ودونالد بيرن، وحتى جميع مباريات بطولة نيويورك للشطرنج، والتي أقيمت في عام 1927، بالإضافة إلى ثمانية رسائل لمورفي، وأكثر من مائة مخطوطة لاسكر، وكابابلانكا، وساعة الجيب الذهبية، وعقد مباراة بطولة العالم لعام 1886 بين شتاينتز وزوكرتورت. يرى تن غويتزندام أن مكتبة ديلوتشيا تستحق أن توصف بأنها أفضل مكتبة شطرنج في العالم.

#### مكتبة أناتولي كاربوف الخاصة
تضم مكتبة شطرنج بطل العالم السابق في الشطرنج أناتولي كاربوف مجموعة كبيرة من طوابع الشطرنج.

#### متحف الألعاب السويسري
يحوي المتحف السويسري للألعاب في سويسرا غرفة مخصصة للعبة الشطرنج. اشترى المتحف مكتبة كين وايلد في عام 2004، وضم مقتنياتها إلى مكتبة الشطرنج، كما اعتزمت جمعية متغيرات الشطرنج البريطانية في عام 2010 نقل خمسة صناديق من أرشيفها تحوي مواداً متعلقة ببحوث ديفيد بريتشارد لموسوعة متغيرات الشطرنج وضمها إلى تلك المكتبة.